# Zealandia
Zealandia

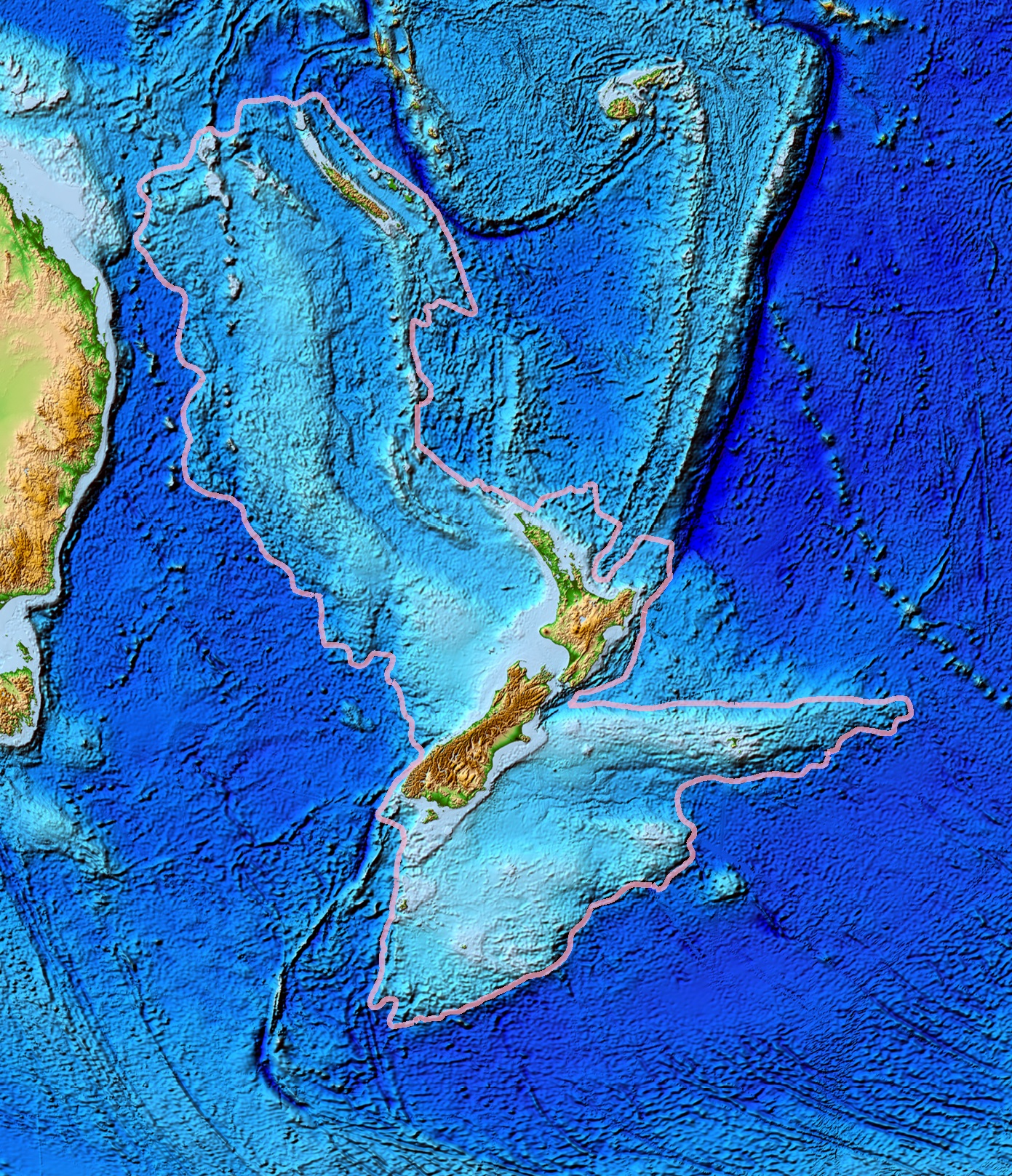
Topografia Zealandiei. Crestele lineare din nord-nordest nu sunt considerate ca parte a continentului, și nici Australia, Fiji sau Vanuatu

Zealandia, cunoscut și ca Tasmantis sau Continentul Neozeelandez, este un continent scufundat aproape în totalitate după ruperea sa de Australia acum 60-85 de milioane de ani, și separarea de Antarctica între 85 și 130 de milioane de ani în urmă. S-ar putea să fi fost complet scufundat acum 23 de milioane de ani, iar în prezent 93% rămâne sub nivelul Oceanului Pacific.